# 十万円硬貨
十万円硬貨（じゅうまんえんこうか）は、日本の硬貨の額面の一つ。記念貨幣としてのみ存在し、材質としては金貨のみが存在する。記念貨幣も含め日本で発行された最高額面の硬貨である。

## 記念貨幣

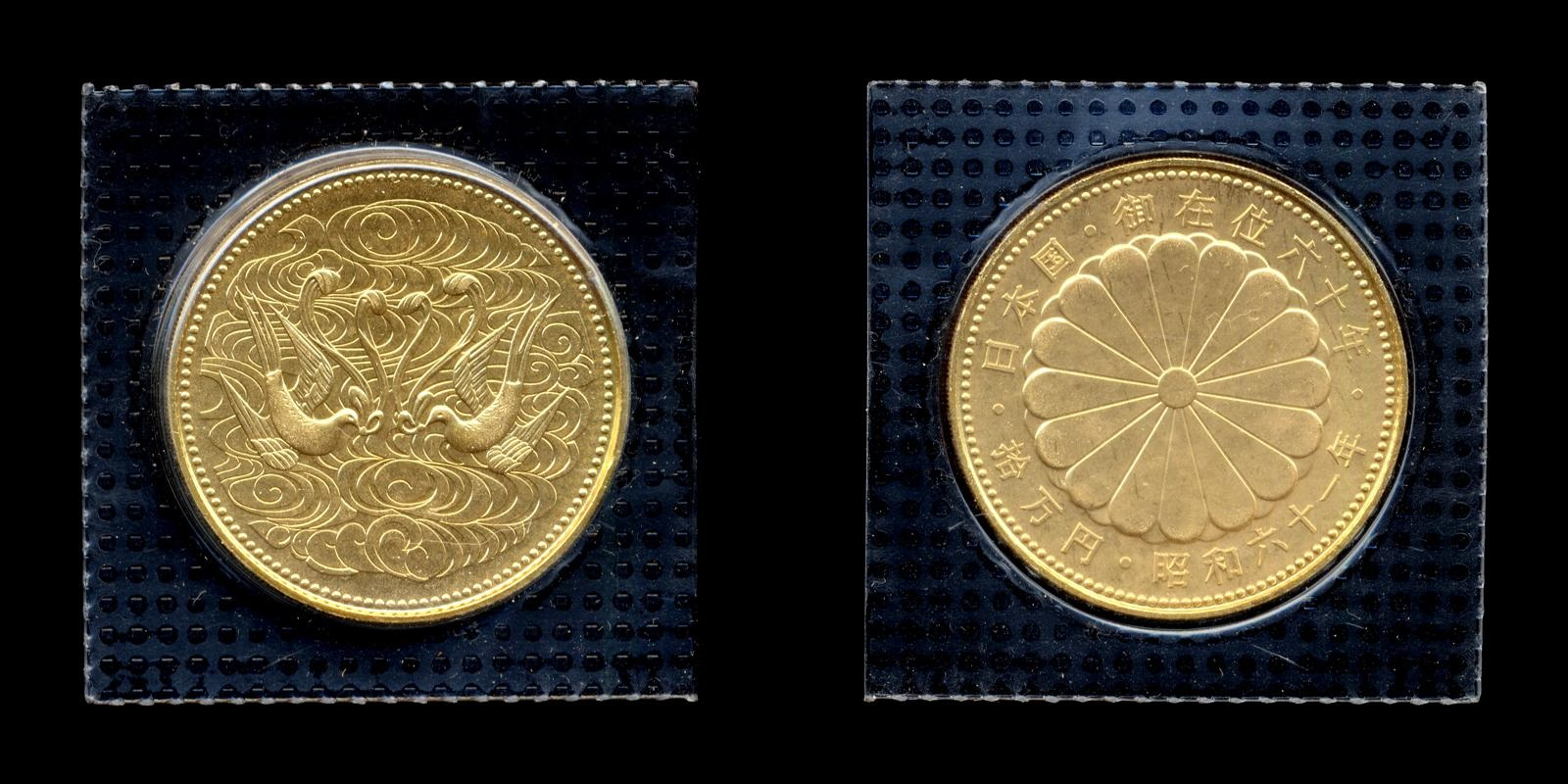
天皇陛下御在位60年記念10万円金貨

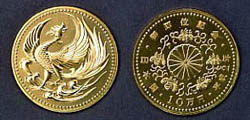
天皇陛下御即位記念10万円金貨

10万円金貨
- 天皇陛下御在位60年記念10万円金貨
直径30mm、量目20g、品位は純金、周囲はギザあり。発行当時の金地金としての価格が額面を下回る通貨型金貨として発行されたが、これは世界的にほとんど例をみないものであり、そのことが金貨大量偽造事件を招く要因となった。
- 天皇陛下御即位記念10万円金貨
直径33mm、量目30g、品位は純金、周囲はギザあり。前の十万円硬貨である天皇陛下御在位60年記念10万円金貨の反省として、プレミアム貨幣（貨幣の製造費用が額面価格を超える貴金属製の記念貨幣）として発行された。